# Michael Strix
Per Michael Erik Strix Lundstedt, född 10 januari 1984 i Danderyd, svensk skådespelare, låtskrivare, modell och sångare. Strix växte upp i Enebyberg utanför Stockholm. Han debuterade 1996 i Sound of Music på Göta Lejon. Strix har gjort roller i flera teateruppsättningar främst på Dramaten, däribland titelrollen i Mio, min Mio, 1997. Våren 2010 gjorde han rollen som Riff i West Side Story på Norrlandsoperan. 

## Teater

### Roller (ej komplett)
| År   | Roll            | Produktion                            | Regi              | Teater          |
| ---- | --------------- | ------------------------------------- | ----------------- | --------------- |
| 1996 |                 | Sound of Music                        |                   | Göta Lejon      |
| 1997 |                 | Mio, min Mio                          |                   | Dramaten        |
| 1998 | Ungdom i staden | Råttfångaren Rikard Bergqvist         | Agneta Ehrensvärd | Dramaten        |
| 1999 | Jörgen Stordal  | Kranes konditori Cora Sandel          | Agneta Ehrensvärd | Dramaten        |
| 2000 |                 | Klas Klättermus                       |                   | Dramaten        |
| 2001 |                 | Komisk talang (Comic Potential)       |                   | Dramaten        |
| 2006 |                 | Kärlek och politik Friedrich Schiller | Hilda Hellwig     | Dramaten        |
| 2007 |                 | Alexander och påfågeln                |                   | Dramaten        |
| 2008 | Ensemble        | Kristina August Strindberg            | Jagoš Marković    | Dramaten        |
| 2008 |                 | Drottningens juvelsmycke              |                   | Dramaten        |
| 2008 | Jakov           | Onkel Vanja Anton Tjechov             | Hilda Hellwig     | Dramaten        |
| 2009 |                 | Spring Awakening                      |                   | Malmö Opera     |
| 2010 |                 | West Side Story                       |                   | Norrlandsoperan |

## Diskografi
- 2011 - Årstider, Fröken Lundstedt, Fröken Records (kompositör)